# William Burkhard
William Burkhard (* 1896; † 1992) war ein Schweizer Schriftsteller und Gründer der Internationalen Atheistenpartei.

## Leben
Burkhard kandidierte in Basel mehrmals erfolglos bei Wahlen, so 1976 für den baselstädtischen Regierungsrat und 1979 für einen Sitz im eidgenössischen Ständerat, hier erzielte er gegen Carl Miville-Seiler mehr als 2'300 Stimmen.
Mit seinen konservativen Ansichten polarisierte Burkhard. Insbesondere im fortgeschrittenen Alter galt er in Basel als Stadtoriginal. Die Basler National-Zeitung schlug ihn in den 1970er Jahren als «Nobelpreisträgeranwärter» vor. Im Rahmen der Aktion Ideen für Basel schlug der Psychophysiker Dorn vor, ihn «heilig zu sprechen» und ihm auf der Mittleren Brücke ein Denkmal mit dem Namen «Williatomium» zu errichten.
Seine Flugblätter verteilte er in Basel meistens in der Umgebung von Gymnasien und der Basler Universität. Der Inhalt dieser Flugblätter diente meistens der persönlichen Abrechnungen mit bekannten Personen aus Basel oder der Verbreitung seiner Theorien über Weltall, Sprache und Physik, welche deutlich von der anerkannten Lehrmeinung abweichen. Charakteristisch für seine Schriften ist seine Argumentationen mit Wortarten.

„Mit der universellen Einteilung der Wörter des Wortschatzes in drei Gattungen von Sein kann bewiesen werden, dass Gott und Jesus nicht existieren.“

Burkhards Nachlass befindet sich in der Universitätsbibliothek Basel. Briefe und Flugblätter Burkhards von 1979 bis 1988 befinden sich auch im Staatsarchiv des Kantons Bern.

## Schriften (Auswahl)
- Geheimnisse des Weltalls. 1940
- Exaktes Wissen. 1961 und 1969
- Weltall, Sprache, Physik. 1976
- Weltrepublik. 1978

Beispiele seiner zahlreichen Flugblätter
- Schweizerische Rechtlosigkeit (2 A4-Seiten vollständig mit Schreibmaschine beschrieben) 21. November 1979

„Stellen wir vorerst fest: Was ist das Recht? Was ist das Unrecht?
Das Recht ist ein Eigenschaft-Dingwort. In vielen Fällen ist es ein Umstands-Dingwort. Nämlich, wenn ein Eigenschaftswort sich auf ein Tätigkeitswort bezieht, wird es Umstandswort.
...
Die Strafklage von Herrn August Muggli und mir gegen Staatsanwalt Gaston Farine ist immer noch nicht erledigt.“

- Was ist das Licht? 15. Dezember 1987

„... Wasserwellen gibt es. Das Licht sei Elektrizität, Magnetismus, Welle ist eine Irrlehre und eine Lüge von geisteskranken Idioten.
...
Glühen, leuchten und flammen sind Tätigkeitswörter
...“

## Experiment:Wellen kein Licht
Als bemerkenswert in Erinnerung bleibt das Experiment von William Burkhard für seinen «Beweis», dass Licht nichts mit Wellen zu tun habe.
Aufbau:
1. Er stellte eine Kerze (also Licht) auf einen Stuhl
2. Unter den Stuhl stellte er eine Schüssel mit Wasser
3. Dazu positionierte er daneben einen Ventilator

Ablauf:
1. Ventilator ausgeschaltet: Kerze brennt stark; keine Wellen im Wasser
2. Ventilator auf niedrigster Stufe: Kerze flackert; feine Wellen auf dem Wasser sichtbar
3. Ventilator auf Maximum: Kerze ausgeblasen (=kein Licht); starke Wellen!

Seine Schlussfolgerung: Wellen sind das Gegenteil von Licht!